# Воробьёв, Дмитрий Дмитриевич (Герой Социалистического Труда)
Дмитрий Дмитриевич Воробьёв (19 сентября 1911, рудник Буроз, Таганрогский округ, Область Войска Донского, Российская империя — 8 января 1980, Донецк, Украинская ССР) — директор Авдеевского коксохимического завода Министерства чёрной металлургии Украинской ССР, Донецкая область. Герой Социалистического Труда (1971).

## Биография
Родился в 1911 году на руднике Буроз в крестьянской семье, приехавшей в 1890-е годы на заработки из деревни Кикино Мценского уезда. Обучался в семилетке, однако оставил учёбу после пятого класса по семейным обстоятельством и стал трудиться на шахте рассыльным на шахте «Капитальная», шахтным рабочим в маркшейдерском бюро Екатерининского рудоуправления. Без отрыва от производства в течение пяти лет обучался в вечерней школе рабочей молодёжи, после которой поступил на подготовительные курсы Донецкого горного института. После подготовительных курсов поступил на четвёртый курс рабфака. С 1930 года — студент Донецкого горного института, который окончил в 1935 году по специальности «инженер-химик-технолог коксохимической промышленности».
С 1937 года служил в Красной Армии на Дальнем Востоке. Летом 1938 года воевал командиром взвода 34-й стрелковой дивизии Дальневосточной Армии в боях при Хасане. В 1939 году демобилизовался. С этого же года — начальник цеха Керченского коксохимического завода. После начала Великой Отечественной войны руководил эвакуацией производственных мощностей завода на Урал и подготовил минирование заводских помещений. В ноябре 1941 года завод был взорван и эвакуировались в Краснодарский край и далее — в Баку, где занимался эвакуационными мероприятиями советских предприятий через Каспийское море на Урал. Неоднократно просился на фронта, однако ему отказывали. С 1943 года член ВКП(б). После освобождения Донбасса в 1943 году был направлен в Горловку, где трудился начальником капитального строительства и заместителем главного инженера при восстановлении Горловского коксохимического завода. С апреля 1944 года — директор Керченского коксохимического завода, с декабря 1946 года — директор Горловского коксохимического завода.
Весной 1960 года направлен Сталинским обкомом партии и Донецким совнархозом на строительство Авдеевского коксохимического завода. За успешное исполнение правительственных заданий по вводу производства был награждён Орденом Ленина.
Будучи директором завода, занимался развитием заводского производства, социально-культурной и промышленной инфраструктуры Авдеевки. Под его руководством были построены углеобогатительная фабрика, пять коксовых батарей, поселковая теплоэлектроцентраль, несколько сотен километров железнодорожных путей. В посёлке были построены Дворец культуры, кинотеатр, две средние школы, многочисленные социальные объекты, проведены газификация, канализация и телефонизация, трамвайная линия, которая связывала Авдеевку с заводом.
Указом Президиума Верховного Совета СССР от 30 марта 1971 года удостоен звания Героя Социалистического Труда за «выдающиеся успехи, достигнутые в выполнении пятилетнего плана по развитию чёрной металлургии» с вручением ордена Ленина и золотой медали «Серп и Молот» (№ 17590).
В мае 1973 года вышел на пенсию по состоянию здоровья. Персональный пенсионер союзного значения. Проживал в Донецке. Умер в январе 1980 года.
Память
Его именем названа улица в Горловке.
В 1988 и 1989 годах проводились республиканские шахматные соревнования имени Дмитрия Воробьёва.
Награды
- Герой Социалистического Труда
- Орден Ленина — дважды (22.03.1966; 1971)
- Орден Трудового Красного Знамени (19.07.1958)
- Медаль «За трудовое отличие» (05.05.1949)
- Медаль «За трудовую доблесть» (26.12.1952)